# Kürtcsiga
A kürtcsiga (Buccinum) a csigák (Gastropoda) osztályában a Sorbeoconcha rendbe sorolt a kürtcsigafélék (Buccinidae) családjának névadó neme.

## Származása, elterjedése
Ennek fajai a leggyakoribb csigák az európai partok vizeiben, ahol az északi Jeges-tengertől a Vizcayai-öbölig mindenfelé előfordulnak. Benyomultak a Balti-tenger északi és nyugati partvidékeire is. Észak-Amerika keleti partján is előfordulnak.

## Megjelenése, felépítése
Házának vastagsága egyedenként rendkívül különböző. A wattok lakóinál vékony héjú, míg vastag azoké az állatoké, amelyek a parti hullámverésben élnek. A házak felületét axiális irányú, hullámos vonalakban elhelyezkedő kiemelkedések és a kanyarulatokon hosszirányban futó finom rovátkák érdesítik. A ház hossza fajtól függően 5–16 centiméter. Héjukat részben durva külső héjréteg (periostracum) borítja, ami alól kilátszik a fehéresszürke, sárga vagy barna ház. Lábán egy tojás alakú, elszarusodott héjfedö (operculum) helyezkedik el.

## Életmódja, élőhelye
A homokos, iszapos és sziklás tengerfenéken él az apályvonal alatt. Több faj brakkvízben is jól érzi magát.

### Szaporodása
Petéit sárgás tokokban rakja le; a tokok nagy fürtökbe tapadnak össze. Ezekben mintegy 1000 pete található, amelyek közül azonban csupán néhány fejlődik ki. A vízparton talált petetokok csaknem mindig üresek.

## Felhasználása
Az összetapadt petetokokat a hullámok gyakran a partra sodorják; ezeket a halászok „tengeri szappan” néven szívesen használják kezük tisztítására. Szétmorzsolva hatékony viszketőpor lesz belőlük.
A csigákat a horgászok kiváló csalinak tartják. A partvidékeken az emberek is megeszik, tehát Európa nagy halpiacain is kaphatók. Megürült házaikban szívesen telepszenek meg a remeterákok.

## Rendszerezésük
A nembe az alábbi fajok és alfajok tartoznak:
- Buccinum abyssorum A. E. Verrill, 1884
- Buccinum aleuticum Dall, 1895
- Buccinum amaliae Verkruzen, 1878
- Buccinum angulosum J. E. Gray, 1839
  - Buccinum angulosum angulosum J. E. Gray, 1838
- Buccinum aniwanum
- Buccinum baerii (Middendorff, 1848)
  - Buccinum baerii baerii (Middendorff, 1848)
  - Buccinum baerii polium Dall, 1907
- Buccinum belcheri Reeve, 1855
- Buccinum bulimuloideum Dall, 1907
- Buccinum chartium Dall, 1919
- Buccinum chishimananux
- Buccinum chishimanum Pilsbry, 1904
- Buccinum ciliatum Fabricius, 1780
  - Buccinum ciliatum sericatum - szinonimája: Buccinum sericatum Hancock, 1846
- Buccinum cnismatum Dall, 1907
- Buccinum cyaneum Bruguiere, 1792
  - Buccinum cyaneum cyaneum Bruguiere, 1792
  - Buccinum cyaneum patulum G. O. Sars, 1878
  - Buccinum cyaneum perdix Morch, 1868
- Buccinum diplodetum Dall, 1907
- Buccinum eugrammatum Dall, 1907
- Buccinum fringillum Dall, 1877
- Buccinum glaciale Linnaeus, 1761
- Buccinum gouldii A. E. Verrill, 1882
- Buccinum hertzensteini Verkruzen, 1882
- Buccinum humphreysiana Bennett, 1825
- Buccinum hydrophanum Hancock, 1846
- Buccinum inexhaustum Verkruzen, 1878
- Buccinum kadiakense Dall, 1907
- Buccinum micropoma Thorson, 1944
- Buccinum midori
- Buccinum moerchi Friele, 1877
- Buccinum nivale Friele, 1882
- Buccinum normale Dall, 1885
- Buccinum ochotense (Middendorff, 1848)
- Buccinum oedematum Dall, 1907
- Buccinum orotundum Dall, 1907
- Buccinum pemphigus Dall, 1907
  - Buccinum pemphigus major Dall, 1919
  - Buccinum pemphigus orotundum Dall, 1907
  - Buccinum pemphigus pemphigus Dall, 1907
- Buccinum percrassum Dall, 1883
- Buccinum physematum Dall, 1919
- Buccinum picturatum Dall, 1877
- Buccinum planeticum Dall, 1919
- Buccinum plectrum Stimpson, 1865
- Buccinum polaris J. E. Gray, 1839
- Buccinum rondinum Dall, 1919
- Buccinum rossellinum Dall, 1919
- Buccinum rossicum
- Buccinum sandersoni Verrill, 1882
- Buccinum scalariforme Moller, 1842
- Buccinum sigmatopleura Dall, 1907
- Buccinum simulatum Dall, 1907
- Buccinum solenum Dall, 1919
- Buccinum striatissimum G. B. Sowerby III, 1899
- Buccinum strigillatum Dall, 1891
  - Buccinum strigillatum fucanum Dall, 1907
  - Buccinum strigillatum strigillatum Dall, 1891
- Buccinum tanguaryi Baker, 1919
- Buccinum taphrium
- Buccinum tenebrosum Hancock, 1846
- Buccinum tenellum Dall, 1883
- Buccinum totteni Stimpson, 1865
- Buccinum tsubai
- Buccinum tumidulum G. O. Sars, 1878
- közönséges kürtcsiga (Buccinum undatum) típusfaj Linnaeus, 1758
- Buccinum viridum Dall, 1889